# Yefrosynivka
Yefrosynivka  (ucraniano: Єфросинівка) es una localidad del Raión de Kotovsk en el Óblast de Odesa de Ucrania. Según el censo de 2001, tiene una población de 18 habitantes.